# Aulacopus reticulatus
Aulacopus reticulatus är en skalbaggsart som beskrevs av Audinet-serville 1832. Aulacopus reticulatus ingår i släktet Aulacopus och familjen långhorningar.
Artens utbredningsområde är:
- Angola.
- Benin.
- Botswana.
- Gabon.
- Ghana.
- Kenya.
- Liberia.
- Mali.
- Moçambique.
- Nigeria.
- Niger.
- Senegal.
- Sierra Leone.
- Togo.
- Zimbabwe.

Inga underarter finns listade.